# Сарв, Яан Хейнович
Я́ан Хе́йнович Сарв (эст. Jaan Sarv, 21 декабря 1877, Сару (волость) — 23 августа 1954, Тарту) — русский, эстонский и советский математик и педагог. Большую часть своей жизни проработал в Тартуском университете. Заложил основы математического образования на эстонском языке.

## Биография
Родился в семье хуторянина. Учился в сельской школе Сару и Мынисте, затем в школе Апостольской православной церкви Алулиина (Алуксне). В 1893 году поступил в гимназию Хуго Треффнера, но в следующем году был вынужден уйти из-за материальных трудностей. Продолжил учёбу самостоятельно и в 1899 году вернулся в выпускной класс школы. Сдал выпускные экзамены в Юрьевской гимназии и в том же году поступил на физико-математический факультет Императорского Юрьевского университета, специализировался по математике.
Когда университет был закрыт в революционные события 1905 года, перешёл на работу в Эстонский кредитный союз в Валге. Там он возглавил Валгинский демократический союз, но вскоре вынужден был бежать из Валги. Отправился в Париж, где изучал математику в Сорбонне.
В 1906 году ненадолго приезжал в Ревель, где писал статьи для местных газет. В 1907 году вернулся в Юрьев, снова поступил в университет и в короткие сроки окончил его. До 1917 года преподавал в нескольких местах в Пыльтсамаа, на рабочих курсах Эстонской Александровской школы, в Витебской частной женской средней школе и т. д.
В декабре 1918 года его друг Петер Пылд был назначен директором учреждаемого в Тарту на базе Юрьевского университета Эстонского национального университета. Пылд пригласил Яана Сарве на работу в университет. Когда 21 декабря 1918 года большевики захватили Тарту, Пылд бежал в Таллин, оставив Яана Сарве вместо себя.
В это время был разработан устав университета и январский бюджет. После отступления большевиков Сарв попросил освободить его от руководства университетом и отправить в лондонские библиотеки для самосовершенствования.
По возвращении в 1919 году был назначен заведующим кафедрой математики и физики и экстраординарным профессором, а в 1928 году — полным профессором.
Защитил докторскую диссертацию «Основы геометрии» в 1931 году. В 1935 году опубликовал исследование «Основы арифметики» в Трудах Тартуского университета. В основном преподавал курсы геометрии.
Яан Сарв принимал участие в работе Эстонской комиссии по преподаванию математики, где помогал создавать эстонскую математическую терминологию.
После окончания Второй мировой войны стал заведующим кафедрой геометрии Тартуского государственного университета (1951). Он вышел на пенсию в 1954 году и умер в том же году. Похоронен на тартуском кладбище Раади.